# Gunung Neungoh Drien
Gunung Neungoh Drien är ett berg i Indonesien.   Det ligger i provinsen Aceh, i den västra delen av landet, 1 700 km nordväst om huvudstaden Jakarta. Toppen på Gunung Neungoh Drien är 672 meter över havet, eller 139 meter över den omgivande terrängen. Bredden vid basen är 2,7 km.
Terrängen runt Gunung Neungoh Drien är huvudsakligen kuperad, men söderut är den bergig.Runt Gunung Neungoh Drien är det ganska tätbefolkat, med 60 invånare per kvadratkilometer. I omgivningarna runt Gunung Neungoh Drien växer i huvudsak städsegrön lövskog.